# Stephen F. Chadwick

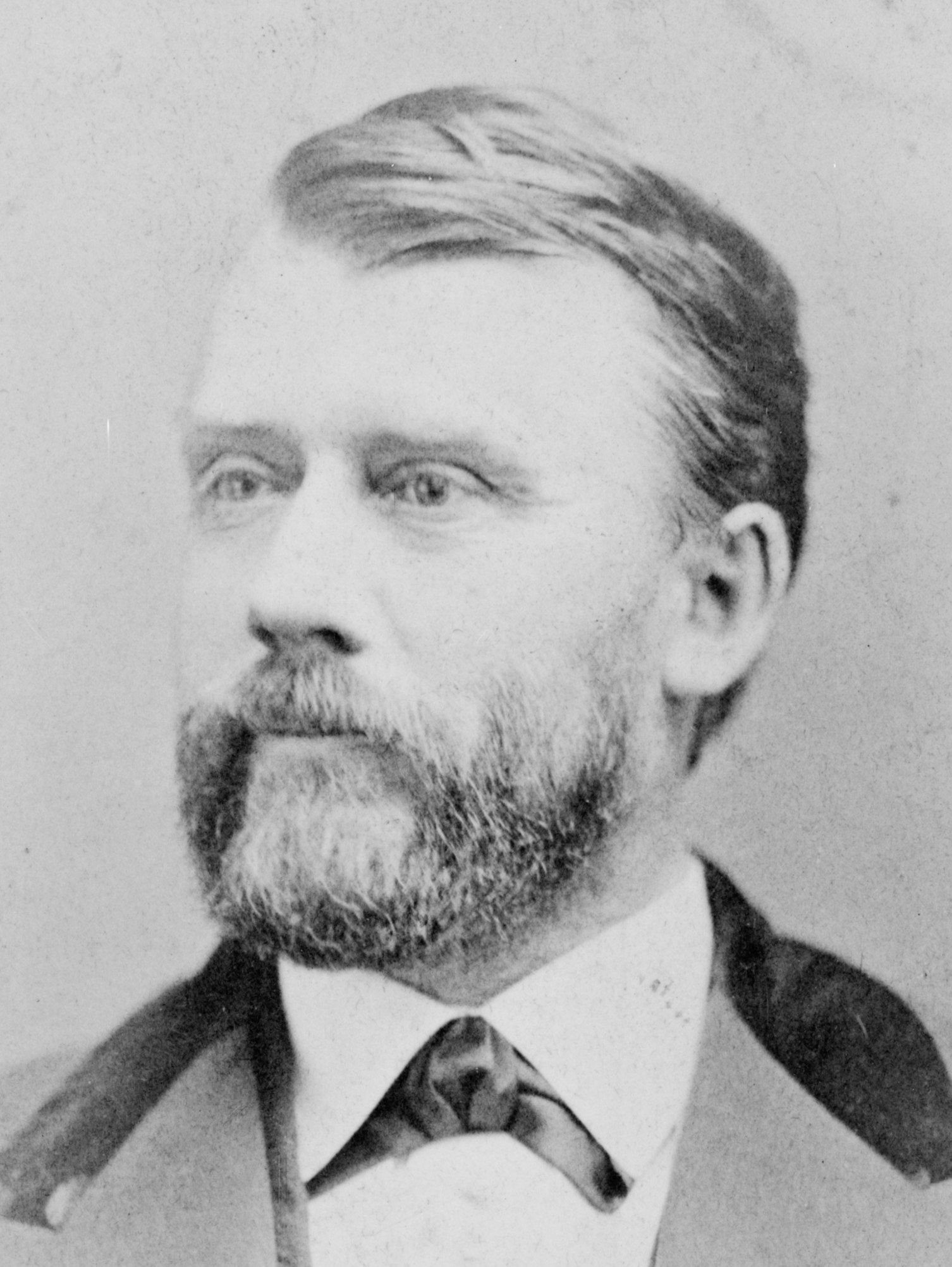
Stephen F. Chadwick

Stephen Fowler Chadwick (* 25. Dezember 1825 in Middletown, Connecticut; † 15. Januar 1895 in Salem, Oregon) war ein US-amerikanischer Politiker und von 1877 bis 1878 der fünfte Gouverneur des Bundesstaates Oregon.

## Frühe Jahre
Stephen Chadwick besuchte die örtlichen Schulen seiner Heimat. Danach studierte er im Staat New York Jura. Nach seiner im Jahr 1850 erfolgten Zulassung als Rechtsanwalt zog er nach Scottsburg in Oregon. Dort arbeitete er in seinem neuen Beruf und war gleichzeitig Leiter der dortigen Poststelle. Später zog er nach Roseburg, wo er Richter im Douglas County wurde. Gleichzeitig fungierte er als stellvertretender Bundesstaatsanwalt für das südliche Oregon. Damals wurde Chadwick einer der Direktoren der Eisenbahngesellschaft Oregon Central Railroad, die später Teil der Southern Pacific Railroad wurde.

## Politische Laufbahn
Chadwick war Mitglied der Demokratischen Partei. Im Jahr 1857 war er Mitglied der verfassungsgebenden Versammlung von Oregon. In den Jahren 1864 und 1868 war er jeweils einer der demokratischen Wahlmänner bei den Präsidentschaftswahlen. 1870 wurde er zum Secretary of State in Oregon gewählt; im Jahr 1874 wurde er von den Wählern in diesem Amt bestätigt. Nach der Staatsverfassung war der Secretary of State gleichzeitig der Vertreter des Gouverneurs; einen Vizegouverneur gab es nicht. Nach dem Rücktritt von Gouverneur La Fayette Grover am 1. Februar 1877 musste Chadwick dessen Amtszeit zu Ende führen. Bis zum 11. September 1878 war er damit Gouverneur von Oregon. In dieser Zeit kam es zu einem Konflikt mit den Indianern, wobei der Gouverneur die weißen Siedler unterstützte und ein hartes Vorgehen gegen die Indianer forderte. In dieser Hinsicht war er radikaler als die Bundesregierung eingestellt.
Im Jahr 1878 strebte er kein politisches Amt in Oregon mehr an. Nach seiner kurzen Gouverneurszeit zog sich Chadwick ins Privatleben zurück. Er wurde wieder als Rechtsanwalt tätig und war in einer Freimaurerloge aktiv. Stephen Chadwick starb im Januar 1895. Er war mit Jane A. Smith verheiratet, mit der er vier Kinder hatte.